# バック・オン・ザ・ブロック
『バック・オン・ザ・ブロック』（Back on the Block）は、アメリカ合衆国のミュージシャン/音楽プロデューサー、クインシー・ジョーンズが1989年に発表したスタジオ・アルバム。

## 背景
「バードランド」は、ジョー・ザヴィヌルがウェザー・リポート在籍時に発表した曲のカヴァーで、ザヴィヌルによれば、ジョーンズはカヴァーの許諾を求めて「ラッパーを使ってこの曲を録音したい。私はバードランドを知らない若者、特に黒人の子ども達に届けたいと思っている」というメッセージを送ったという。ジョーンズ自身は2010年、『アンカット』誌のインタビューで、本作の音楽性を「ビバップ、ズールー音楽、ソウルなど、私の作品の中では特に幅広く、私は多種多様な音楽を複合させることに、特に力を入れている」「私がラップを支持しているのは、曲、歌唱に続く第三のジャンルだからだ。アフリカの讃美歌のようだ」と説明している。

## 反響
アメリカでは1990年1月の時点でRIAAによりプラチナ・ディスクの認定を受け、同年2月4日には総合アルバム・チャートのBillboard 200で最高9位を記録して、自身3作目の全米トップ10アルバムとなった。本作からの第1弾シングル「アイル・ビー・グッド・トゥ・ユー」はBillboard Hot 100で18位に達し、その後「ザ・シークレット・ガーデン」（全米31位）、「トゥモロウ」（全米75位）もシングル・ヒットした。
ドイツのアルバム・チャートでは24週連続でトップ100入りし、うち3週にわたって5位を記録するヒットとなった。

## 評価
第33回グラミー賞では、ジョーンズが最優秀プロデューサー賞（ノン・クラシカル）を受賞し、本作は最優秀アルバム賞を受賞した。また、本作でレコーディング・エンジニアを務めたブルース・スウェディンは最優秀エンジニアド賞（ノン・クラシカル）を受賞した。収録曲「バック・オン・ザ・ブロック」は最優秀ラップ・パフォーマンス賞（デュオまたはグループ）、「バードランド」は最優秀ジャズ・フュージョン・パフォーマンス賞および最優秀インストゥルメンタル編曲賞、「プレイス・ユー・ファインド・ラヴ」最優秀インストゥルメンタル編曲賞（ボーカルあり）を受賞した。
リチャード・S・ギネルはオールミュージックにおいて5点満点中4点を付け「彼自身のレーベルから発売された初のアルバムに当たり、かつて『ウィ・アー・ザ・ワールド』をまとめ上げた人物ならではの、贅沢なオールスター・アルバムで、巧みに組み立てられている」「ジョーンズはラップを取り入れた最初期のミュージシャンの一人で、なおかつラップをジャズの伝統と結びつけた第一人者でもある」と評している。

## 収録曲
1. プロローグ（2 Q'sラップ） - "Prologue (2 Q's Rap)" (Big Daddy Kane, Quincy Jones) - 1:04
  - ラップ：クインシー・ジョーンズ、クインシー・ジョーンズ3世（英語版）
2. バック・オン・ザ・ブロック - "Back on the Block" (Q. Jones, Rod Temperton, Siedah Garrett, Caiphus Semenya, Ice-T, Melle Mel, Kool Moe Dee, B. Kane) - 6:34
  - ラップ：アイス-T、メリー・メル、ビッグ・ダディ・ケイン、クール・モー・ディー
  - ボーカル：テヴィン・キャンベル
3. アイ・ドント・ゴー・フォー・ザット - "I Don't Go for That" (Ian Prince) - 5:11
  - ボーカル：サイーダ・ギャレット
  - フィーチャード・ソロイスト：ハービー・ハンコック（キーボード）
4. アイル・ビー・グッド・トゥ・ユー - "I'll Be Good to You" (George Johnson,  Louis Johnson, Sonora Sam) - 4:54
  - ボーカル：レイ・チャールズ、チャカ・カーン
5. ヴァーブ・トゥ・ビー - "The Verb to Be" (Mervyn Warren) - 0:29
  - スポークン・ワード：マーヴィン・ウォーレン（英語版）
6. ウィー・ビー・ドゥーイニット - "Wee B. Dooinit" (Q. Jones, S. Garrett, I. Prince) - 3:34
  - ボーカル：エラ・フィッツジェラルド、サイーダ・ギャレット、アル・ジャロウ、ボビー・マクファーリン、TAKE 6、サラ・ヴォーン
7. プレイス・ユー・ファインド・ラヴ - "The Places You Find Love" (Glen Ballard, Clif Magness, Caiphus Semenya) - 6:25
  - ボーカル：サイーダ・ギャレット、チャカ・カーン
  - フィーチャード・ソロイスト：ハービー・ハンコック（キーボード）
8. ジャズ・コーナー・オブ・ザ・ワード - "Jazz Corner of the Word" (B. Kane, K. Dee) - 2:53
  - ラップ：クール・モー・ディー、ビッグ・ダディ・ケイン
9. バードランド - "Birdland" (Joe Zawinul) - 5:33
  - ボーカル：サラ・ヴォーン、エラ・フィッツジェラルド
  - フィーチャード・ソロイスト：マイルス・デイヴィス（トランペット）、ディジー・ガレスピー（トランペット）、ジェームス・ムーディ（アルト・サクソフォーン）、ジョージ・ベンソン（ギター）
10. セテンブロ（9月、ブラジルのウエディング・ソング） - "Setembro (Brazilian Wedding Song)" (Ivan Lins, Gilson Peranzzetta) - 5:05
  - ボーカル：サラ・ヴォーン、TAKE 6
  - フィーチャード・ソロイスト：ジェラルド・アルブライト（アルト・サクソフォーン）、ジョージ・ベンソン（ギター）、ジョージ・デューク（ローズ・ピアノ）、ハービー・ハンコック（キーボード）
11. ワン・マン・ウーマン - "One Man Woman" (S. Garrett, I. Prince, Harriet Roberts) - 3:44
  - ボーカル：サイーダ・ギャレット
  - フィーチャード・ソロイスト：ジョージ・デューク（キーボード）、シーラ・E（ティンバレス）
12. トゥモロウ - "Tomorrow (A Better You, Better Me)" (George Johnson, Louis Johnson, S. Garrett) - 4:46
  - ボーカル：テヴィン・キャンベル
  - フィーチャード・ソロイスト：ジェラルド・アルブライト（サクソフォーン）
13. プレリュード・トゥ・ザ・ガーデン - "Prelude to the Garden" (Jorge Calandrelli) - 0:54
14. ザ・シークレット・ガーデン - "The Secret Garden" (Q. Jones, R. Temperton, S.Garrett, El DeBarge) - 6:41
  - ボーカル：エル・デバージ（英語版）、ジェームス・イングラム、AL B.シュア!、バリー・ホワイト

## 参加ミュージシャン
ラッパー、リード・ボーカリスト、フィーチャード・ソロイストに関しては上記「収録曲」参照。
- クインシー・ジョーンズ - プロデュース、アレンジ、手拍子、ドラム・プログラミング、クワイア指揮
- ロッド・テンパートン、共同プロデュース、アレンジ、手拍子、ドラム・プログラミング
- ブルース・スウェディン - ドラム・プログラミング(on #4, #14)、レコーディング・エンジニア、ミキシング
- グレッグ・フィリンゲインズ - キーボード(on #2, #4, #10, #11)、ローズ・ピアノ(on #12, #14)、リズム・アレンジ(on #10)
- ジョー・ザヴィヌル - シンセサイザー(on #2)
- イアン・プリンス - キーボード(on #3, #4, #9, #10, #11)、バックグラウンド・ボーカル(on #3)、ヴォコーダー(on #6)、リズム・アレンジ(on #3, #6, #9, #11)、ボーカル・アレンジ(on #3, #6)
- デヴィッド・ペイチ - キーボード(on #4, #7, #10)
- ラリー・ウィリアムズ - キーボード(on #7, #9, #13, #14)、シンセサイザー・プログラミング(on #3, #4, #11, #13, #14)、サクソフォーン(on #9)
- ジェリー・ヘイ - キーボード(on #7)、トランペット(on #9)、ホーン・アレンジ(on #9)、アシスタント・プロデュース(on #12)、リズム・アレンジ(on #12)、シンセサイザー・アレンジ(on #14)
- ランディ・カーバー - キーボード(on #7, #12)、シンセサイザー・プログラミング(on #7)
- マイケル・ボディカー - ドラム・プログラミング(on #2)、シンセサイザー・プログラミング(on #4, #7, #9)
- スティーヴ・ポーカロ - シンセサイザー・プログラミング(on #2, #4, #7, #10)
- イアン・アンダーウッド - シンセサイザー・プログラミング(on #3, #4. #10)、手拍子(on #2, #6, #9)
- レット・ローレンス - シンセサイザー・プログラミング(on #7)
- マイケル・ケイシー・ヤング - シンセサイザー・プログラミング(on #9)
- ジョージ・カランドレリ - シンセサイザー・ストリングス(on #13)
- ジョージ・ジョンソン - ギター(on #4)、バックグラウンド・ボーカル(on #4)
- マイケル・ランドウ - ギター(on #7)
- ポール・ジャクソン・ジュニア - ギター(on #7)
- スティーヴ・ルカサー - ギター(on #12, #14)
- ルイス・ジョンソン - エレクトリックベース(on #2, #4, #7)
- ネイザン・イースト - エレクトリックベース(on #9)
- ニール・スチューベンハウス - エレクトリックベース(on #14)
- ハーヴィー・メイソン - ドラムス(on #4)
- ジョン・ロビンソン - ドラムス(on#7, #12, #14)
- ビル・サマーズ - パーカッション(on #2, #7, #8)、リズム・アレンジ(on #2, #8)
- J・C・ゴメス - パーカッション(on #2)
- パウリーニョ・ダ・コスタ - パーカッション(on #7, #10)
- オリー・ブラウン - パーカッション(on #12)
- ゲイリー・グラント - トランペット(on #9)
- ビル・ライヒェンバッハ - トロンボーン(on #9)
- TAKE 6 - バックグラウンド・ボーカル(on #1, #9)
- アンドレ・クラウチ・シンガーズ - バックグラウンド・ボーカル(on #2, #7)
- サイーダ・ギャレット - バックグラウンド・ボーカル(on #2, #3, #4, #7, #11, #12, #14)、ボーカル・アレンジ(on #6)、クワイア・ディレクター(on #12)
- カイファス・セメンヤ - バックグラウンド・ボーカル(on #2)、ボーカル・アレンジ(on #2, #7)
- ナディアー・アリ - バックグラウンド・ボーカル(on #3)
- ジェームス・イングラム - バックグラウンド・ボーカル(on #4, #7)
- ジェームス・ギルストラップ - バックグラウンド・ボーカル(on #4)
- フィル・ペリー - バックグラウンド・ボーカル(on #4)
- シリータ・ライト - バックグラウンド・ボーカル(on #4)
- エディ・レーマン - バックグラウンド・ボーカル(on #6, #7)
- ペギ・ブルー（英語版） - バックグラウンド・ボーカル(on #7)
- ハワード・ヒューイット（英語版） - バックグラウンド・ボーカル(on #7)
- ジェニファー・ホリデイ - バックグラウンド・ボーカル(on #7)
- クリフ・マグネス（英語版） - バックグラウンド・ボーカル(on #7)、リズム・アレンジ(on #7)
- ディオンヌ・ワーウィック - バックグラウンド・ボーカル(on #7)
- ルーサー・ヴァンドロス - バックグラウンド・ボーカル(on #7)
- ローズ・バンクス - クワイア・ディレクター(on #12)
- アレックス・ハリス、チャド・デュリオ、チャリティ・ヤング、ドノヴァン・マクラリー、ジャニア・フォックスワース、ケネス・フォード、クワメ・ジェームス、マッキンリー・ブラウン、レジナル・グリーン、シェーン・ショーフ、ティファニー・ジョンソン、ティレン・ペリー - バックグラウンド・ボーカル(on #12)
- ジェシー・ジャクソン - スポークン・ワード(on #2)
- マーク・キブル - ボーカル・アレンジ(on #6, #10)
- グレン・バラード - リズム・アレンジ(on #7)
- ホルヘ・カランドレリ - シンセサイザー・ストリングス・アレンジ(on #13)